# 艾弗·坎贝尔
艾弗·坎贝尔（英語：Ivor Campbell，1898年1月11日—1971年9月1日），加拿大男子赛艇运动员。他曾代表加拿大参加1924年夏季奥林匹克运动会赛艇比赛，获得男子八人单桨有舵手银牌。